# NGC 2554
NGC 2554 este o galaxie lenticulară situată în constelația Racul. A fost descoperită în 28 februarie 1785 de către William Herschel. Se află la o distanță de 60,27 de megaparseci de Pământ.